# 克勞德角
64°7′S 62°36′W / 64.117°S 62.600°W
克勞德角（英語：Claude Point）是南極洲的海岬，位於帕默群島的布拉班特島西部，是古尤灣入口處的南部，由讓-巴蒂斯特·夏古率領的法國探險隊發現，現時由南極條約體系管理。